# Provincia Atyraú
Atîrau este o provincie vestică a Kazahstanului. Ea se întinde pe suprafața de 118.600 km², are o populație de 480.000 locuitori, cu o densitate de 4 loc./km². Provincia este a doua cea mai mica provincie a Kazahstanului. Este o provincie bogata in petrol.
Provincia este aproape de Marea Caspica, ea se învecinnează cu regiunea rusa Astrahan, și cu provinciile kazahe Kazahstan de Vest, Aktobe și Mangystau. Aceasta este una din cele 2 provincii care este situată pe continentul european (la vest de râul Ural).  Kostanai este traversat de Ural, care se varsă în Marea Caspică.